# Johann Benedict Listing
Johann Benedict Listing (Fráncfort, 25 de julio de 1808-Gotinga, 24 de diciembre de 1882) fue un matemático alemán.
En 1830 se matricula en la Universidad de Gotinga, donde fue alumno de Gauss. En 1834 expone su tesis titulada De superficiebus secundi ordinis. Fue el primero en utilizar la palabra topología en vez del término usual en la época: geometría situs, queriendo destacar de esa manera la autonomía creciente de esta disciplina.
A partir de 1837 imparte clases de matemáticas en Hannover, y en 1839 recibe la cátedra de física. En 1847 publica Vorstudien zur Topologie. En 1858 descubre las propiedades topológicas de lo que actualmente se conoce con el nombre de banda de Möbius, de forma independiente a este último. En 1862 generaliza la característica de Euler de los poliedros para los complejos simpliciales en su obra Der Census räumlicher Complexe oder Verallgemeinerung des Euler'schen Satzes von den Polyedern.
Listing se interesó también por la geodesia, y a él le debemos el término de geoide.